# Baye (rivière)
Pour les articles homonymes, voir Baye.
La Baye est une rivière du sud de la France qui coule dans le département de Tarn-et-Garonne, et un affluent de l’Aveyron en rive droite, donc un sous-affluent de la Garonne par l’Aveyron, puis par le Tarn. Sa vallée est un site naturel remarquable.

## Géographie
De 15 km de longueur, la Baye prend sa source sur la commune de Parisot et se jette dans l'Aveyron sur la commune de Varen.

## Départements et principales communes traversés
- Aveyron : Najac
- Tarn-et-Garonne : Ginals, Castanet, Parisot, Varen, Verfeil

## Principaux affluents
- le ruisseau de Pomeyrasse 3,9 km
- le ruisseau de Jouyre 5,4 km